# 中国人民解放军职工证
中国人民解放军职工证，是中国人民解放军相应师级以上机关签发，證明中国人民解放军职工的身份证件。

## 简介
中国人民解放军职工，简称“军队职工”，是指在军队机关、事业单位、军队企业中具有在编干部或在编职工身份的非军籍人员。2000年有正式职工20多万，主要从事后勤保障等工作。按有关规定参加社会保险与住房公积金。
2016年换发之前，旧版中国人民解放军职工证的封面为：中文（仿宋体）
| 中国人民解放军 职工证 中国人民解放军（大单位） |

2016年7月1日，中国人民解放军正式换发启用2016式《中国人民解放军义务兵证》、《中国人民解放军士官证》、《中国人民解放军文职人员证》、《中国人民解放军职工证》，四证均由中央军委政治工作部兵员和文职人员局监制。